# Hvalba
Hvalba este un oraș din Insulele Faroe.